# Herbert Dahlhof
Herbert Dahlhof (* 10. April 1925 in Friedland in Ostpreußen; † 5. Oktober 2006) war ein deutscher Politiker der SPD.

## Ausbildung und Beruf
Herbert Dahlhof absolvierte die Volksschule von 1931 bis 1939. Es folgten staatliche Aufbaulehrgänge und der Besuch der Lehrerbildungsanstalt sowie der Pädagogischen Hochschule. Er beantragte am 8. Januar 1943 die Aufnahme in die NSDAP und wurde zum 20. April desselben Jahres aufgenommen (Mitgliedsnummer 9.423.623). 1944 legte er die erste Staatsprüfung für das Lehramt an Volksschulen ab, 1950 die zweite Staatsprüfung. Von 1944 bis 1956 arbeitet er als Lehrer, Konrektor war er von 1956 bis 1960 und von 1960 bis 1970 Rektor. 1970 wurde er Schulrat. Gemäß Landesrechtsstellungsgesetz wurde er 1975 in den Ruhestand versetzt. 1980 schied er nach § 32 des Abgeordnetengesetz Nordrhein-Westfalen (AbgG NW) aus dem Amt aus.

## Politik
Herbert Dahlhof war ab 1960 Mitglied der SPD. Vorsitzender des Distrikts I Solingen war er von 1968 bis 1970. Von 1976 bis 1979 fungierte er als Mitglied des Bezirksplanungsrates beim Regierungspräsidenten Düsseldorf. Mitglied des Rates der Stadt Solingen war Dahlhof von 1969 bis 1981. Als Fraktionsvorsitzender der SPD wirkte er von 1973 bis 1980 im Rat.
Ab 1955 war er Mitglied der Gewerkschaft Erziehung und Wissenschaft. Als Ortsvereinsvorsitzender der Gewerkschaft Erziehung und Wissenschaft Oberhausen fungierte er von 1959 bis 1963. Ebenfalls von 1959 bis 1963 war er Mitglied der Landessynode der Evangelischen Kirche im Rheinland.
Herbert Dahlhof war vom 28. Mai 1975 bis zum 29. Mai 1985 direkt gewähltes Mitglied des 8. und 9. Landtages von Nordrhein-Westfalen für den Wahlkreis 054 Solingen I bzw. für den Wahlkreis 038 Solingen I.